# William J. Quarter
William J. Quarter (* 21. Januar 1806 in Killurin, Irland; † 10. April 1848 in Chicago) war der erste römisch-katholische Bischof von Chicago.

## Leben
Quarter ging zunächst in Tullamore zur Schule, ehe er 1822 aus Irland auswanderte, nachdem er vom schlechten Zustand der katholischen Kirche in den Vereinigten Staaten erfahren hatte. Er studierte erst in Maryland, beendete 1829 sein Theologiestudium und zog nach New York City, wo ihn Bischof John Dubois am 19. September 1829 zum Priester weihte. Quarter war in den folgenden Jahren als Pfarrer in verschiedenen Stadtteilen New Yorks tätig. 1840 bewog er den protestantischen Journalisten Maximilian Oertel zum Übertritt in die katholische Kirche.
Papst Gregor XVI. ernannte ihn am 28. November 1843 zum ersten Bischof des am selben Tag errichteten Bistums Chicago. Die Bischofsweihe spendete ihm am 10. März 1844 John Joseph Hughes, Bischof von New York. Mitkonsekratoren waren Benedict Joseph Fenwick, Bischof von Boston, und Richard Vincent Whelan, Bischof von Richmond. Quarter war der erste Bischof in den Vereinigten Staaten, der theologische Konferenzen einberief. Daneben etablierte er katholische Schulen in Chicago und gründete 1844 das Saint Mary College, heute das Priesterseminar des Erzbistums Chicago. Nach viereinhalbjähriger Amtszeit starb er 1848 mit 42 Jahren.